# Luhe (socken i Kina, Heilongjiang)
Luhe (kinesiska: 鲁河, 鲁河乡) är en socken i Kina. Den ligger i provinsen Heilongjiang, i den nordöstra delen av landet, omkring 340 kilometer nordväst om provinshuvudstaden Harbin. Antalet invånare är 24 788. Befolkningen består av 12 172 kvinnor och 12 616 män. Barn under 15 år utgör 14,0 %, vuxna 15-64 år 78 %, och äldre över 65 år 7,0 %.
Genomsnittlig årsnederbörd är 706 millimeter. Den regnigaste månaden är juli, med i genomsnitt 227 mm nederbörd, och den torraste är februari, med 7 mm nederbörd.